# Luitpold (Karantanien und Oberpannonien)

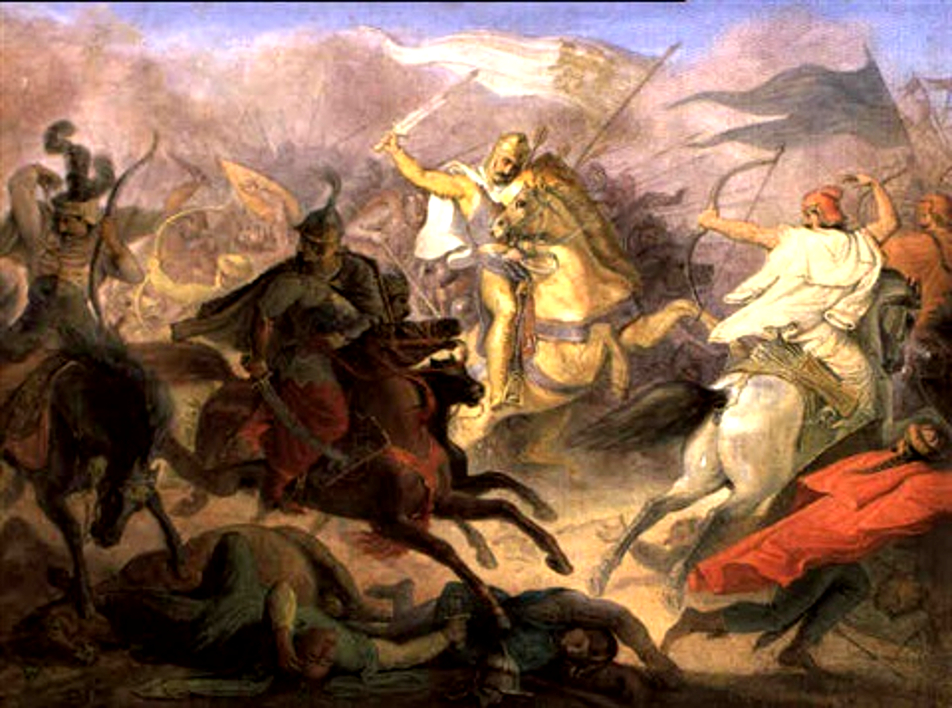
Tod des Herzogs Luitpold von Bayern in der Schlacht bei Preßburg (Wilhelm Lindenschmit der Ältere)

Luitpold (* um 855; † 4. Juli 907 bei Pressburg) war Markgraf in Karantanien und Oberpannonien.

## Leben

### Herkunft
Luitpolds Abstammung ist nicht geklärt. Seine Zugehörigkeit zum altbayerischen Geschlecht der Huosi ist in der Forschung umstritten, eine Verwandtschaft mit den Karolingern hingegen gilt als nicht unwahrscheinlich. Es ist u. a. vermutet worden, dass Ernst II., Graf in Bauarn (lateinisch früher: Bura, Buron  oder Burin), sein Vater gewesen sein könnte.
Luitpolds politischer Aufstieg in Bayern lässt sich nicht allein durch seine militärische Rolle erklären, sondern auch durch seine enge dynastische Einbindung. Seine Mutter stammte vermutlich aus dem Haus der Welfen als Tochter Rudolf I., Graf von Ponthieu  und war damit Nichte der Kaiserin Judith, Gemahlin Ludwigs des Frommen, sowie der Hemma, der Frau Ludwigs des Deutschen. Eine weitere nahe Verwandte war Liutswind, mutmaßlich Luitpolds Tante, die eine Verbindung mit König Karlmann einging und die Mutter Kaiser Arnulfs von Kärnten war. Dadurch war Luitpold vermutlich ein  Cousin Arnulfs und somit eng mit dem karolingischen Königshaus verbunden. Diese familiären Bindungen könnten erklären, warum Luitpold trotz fehlender Vorfahren in hohen Reichsämtern eine herausgehobene Stellung als Markgraf und Heerführer in Bayern erreichte.

### Markgraf von Karantanien und Oberpannonien
Luitpold, der Namensgeber des Geschlechts der Luitpoldinger, wurde 893 von Kaiser Arnulf von Kärnten als Markgraf in Karantanien und Oberpannonien (Gebiete im heutigen Österreich und Ungarn) eingesetzt und trat damit die Nachfolge der Wilhelminer an. Um 895 erwarb Luitpold die Grafschaften Donaugau und Nordgau um Regensburg und baute damit seine führende Stellung im Südosten des Reiches aus. Von den karolingischen Kaisern, bei denen er eine besondere Vertrauensstellung genoss, wurde er mit Aufgaben in Mähren und der Abwehr der ständig präsenten Ungarneinfälle betraut.
898 zog er im Auftrag des Kaisers erfolgreich gegen das großmährische Reich und erscheint 903 in Quellen als dux Boemanorum. Nach dem Tod Arnulfs hat er eine solch starke Stellung erreicht, dass er als nepos des unmündigen Königs Ludwig bezeichnet wird.
Am 4. Juli 907 fiel Luitpold an der Spitze des bayerischen Heerbanns in der Schlacht von Pressburg, als seine Truppen eine der schwersten Niederlagen während der Ungarneinfälle einstecken mussten.

## Familie
Luitpold war durch seine Heirat mit Kunigunde von Schwaben, der Schwester des schwäbischen Pfalzgrafen Erchanger und seines Bruders Graf Berthold (Ahalolfinger) eine Verbindung mit einem wichtigen schwäbischen Geschlecht eingegangen.
Im Jahre 913 heiratete König Konrad I. Luitpolds Witwe, um dadurch die Herzogtümer Bayern und Schwaben enger ans Königtum zu binden.
Aus Luitpolds Ehe mit Kunigunde gingen die späteren Herzöge Arnulf der Böse und Berthold hervor.
Sein Sohn Arnulf I. von Bayern knüpfte an diese dynastische Stellung an, strebte nach politischer Unabhängigkeit und wurde in einzelnen Quellen als „König“ bezeichnet.